# Marcello Fondato
Marcello Fondato, né à Rome le 8 janvier 1924 et mort à San Felice Circeo le 13 novembre 2008, est un scénariste et un réalisateur italien.

## Biographie
Marcello Fondato a commencé comme scénariste en collaborant avec Luigi Comencini et Mario Bava. Il passe à la réalisation à la fin des années 1960 et dirige des acteurs célèbres dans le cadre de la comédie à l'italienne, comme Certain, probable et même possible (1969), avec Claudia Cardinale et Catherine Spaak ou Nini Tirebouchon (1970), avec Monica Vitti. Il atteint sans doute son sommet de popularité en 1974 avec le film culte Attention, on va s'fâcher !, interprété par Terence Hill et Bud Spencer.
Il passe les quinze dernières années de sa vie loin du cinéma à San Felice Circeo, où il est directeur artistique du Teatro Stabile et fait partie de la compagnie « I Timidi ».

## Filmographie

### Comme réalisateur

#### Cinéma
- 1968 : Les Protagonistes (I protagonisti)
- 1969 : Certain, probable et même possible (Certo, certissimo, anzi... probabile)
- 1970 : Nini Tirebouchon (Ninì Tirabusciò, la donna che inventò la mossa)
- 1972 : Causa di divorzio
- 1974 : Attention, on va s'fâcher ! (...altrimenti ci arrabbiamo!)
- 1975 : Histoire d'aimer (A mezzanotte va la ronda del piacere)
- 1977 : L'Embrouille (Charleston)

#### Télévision
- 1986 : Domani (film télé)
- 1986 : Affari di famiglia (it) (mini-série télé)
- 1991 : Ma tu mi vuoi bene? (it) (mini-série télé)
- 1994 : Si, ti voglio bene (it) (mini-série télé)

### Cinéma
- 1958 : Mogli pericolose de Luigi Comencini
- 1958 : L'amico del giaguaro (it) de Giuseppe Bennati
- 1959 : Le sorprese dell'amore de Luigi Comencini
- 1959 : Le bellissime gambe di Sabrina (it) de Camillo Mastrocinque
- 1959 : Les temps sont durs pour les vampires (Tempi duri per i vampiri) de Steno
- 1959 : Destinazione Sanremo de Domenico Paolella
- 1960 : La Grande Pagaille (Tutti a casa) de Luigi Comencini
- 1960 : I piaceri dello scapolo (it) de Giulio Petroni
- 1960 : Il était trois flibustiers (I moschettieri del mare'') de Steno
- 1961 : Défense d'y toucher (La ragazza di mille mesi)
- 1961 : Mariti in pericolo de Mauro Morassi
- 1961 : I due marescialli de Sergio Corbucci
- 1962 : Totò diabolicus de Steno
- 1962 : Haine mortelle (Odio mortale) de Franco Montemurro
- 1963 : La ragazza (La ragazza di Bube) de Carlo Cassola
- 1963 : La calda vita de Florestano Vancini
- 1963 : Les Trois Visages de la peur (I tre volti della paura) de Mario Bava
- 1963 : Le Procès des doges (Il fornaretto di Venezia) de Duccio Tessari
- 1963 : Il taglio del bosco de Vittorio Cottafavi (téléfilm)
- 1964 : 3 notti d'amore, segment Fatebenefratelli de Luigi Comencini
- 1964 : Il treno del sabato de Vittorio Sala
- 1964 : Six Femmes pour l'assassin (Sei donne per l'assassino) de Mario Bava
- 1964 : I due violenti (it) de Primo Zeglio
- 1964 : La mia signora, segment Eritrea de Luigi Comencini
- 1965 : Une fille qui mène une vie de garçon de Luigi Comencini
- 1965 : Humour noir (Umorismo in nero), segment La Mandrilla de José María Forqué
- 1965 : Seul contre tous, d'Antonio del Amo, non crédité
- 1965 : Les Complexés (I complessi), segment Une journée décisive de Dino Risi
- 1965 : Quatre Hommes à abattre (I 4 inesorabili) de Primo Zeglio
- 1966 : Top Crack (it) de Mario Russo
- 1966 : Ah ! Quelle nuit, les amis ! (Che notte, ragazzi!) de Giorgio Capitani
- 1967 : Le Carnaval des truands (Ad ogni costo) de Giuliano Montaldo
- 1968 : I protagonisti de Marcello Fondato
- 1968 : La nuit est faite pour... voler (La notte è fatta per... rubare) de Giorgio Capitani
- 1969 : Certes, certainement (Certo, certissimo, anzi... probabile) de Marcello Fondato
- 1970 : Nini Tirebouchon (Ninì Tirabusciò, la donna che inventò la mossa) de Marcello Fondato
- 1972 : Causa di divorzio de Marcello Fondato
- 1974 : Attention, on va s'fâcher ! (...altrimenti ci arrabbiamo!) de Marcello Fondato
- 1975 : Histoire d'aimer (A mezzanotte va la ronda del piacere) de Marcello Fondato
- 1977 : L'Embrouille (Charleston) de Marcello Fondato
- 1978 : Mon nom est Bulldozer (Lo chiamavano Bulldozer) de Michele Lupo
- 1979 : Le Shérif et les Extra-terrestres (Uno sceriffo extraterrestre... poco extra e molto terrestre) de Michele Lupo
- 1980 : Faut pas pousser (Chissà perché... capitano tutte a me) de Michele Lupo
- 1982 : Capitaine Malabar dit La Bombe (Bomber) de Michele Lupo
- 1986 : Aladdin (Superfantagenio) de Bruno Corbucci

### Télévision
- 1986 : Domani (film télé)
- 1988 : Cerco l'amore (mini-série télé)
- 1994 : Si, ti voglio bene (mini-série télé)

## Crédit d'auteurs
- (it) Cet article est partiellement ou en totalité issu de l’article de Wikipédia en italien intitulé « Marcello Fondato » (voir la liste des auteurs).